# 2017년 FIBA 여자농구 아시아컵
2017년 FIBA 여자농구 아시아컵은 2017년 7월 23일부터 7월 29일까지 인도 방갈로르에서 열렸다.